# موگامی، یاماگاتا
موگامی، یاماگاتا (به لاتین: Mogami, Yamagata) یک منطقهٔ مسکونی در ژاپن است که در استان یاماگاتا واقع شده‌است. موگامی ۳۳۰٫۲۷ کیلومترمربع مساحت و ۹٬۳۱۴ نفر جمعیت دارد.